# 牧羊叢
牧者叢、牧羊叢或牧羊人丛林（Shepherd's Bush）是西倫敦的一個地區，位於漢默史密斯-富勒姆倫敦自治市，位於查令十字以西4.9英里（7.9）處。雖然這一地區主要是一個住宅區，但商業也十分發達，卻以牧者叢格林購物區而著稱，北部有歐洲最大的都市型購物中心Westfield London。2011年，牧者叢的人口有39,724人。牧羊叢有一座足球場洛夫特斯路球場，是女王公園巡遊者的主場球場。